# Акбастау (Абайский район)
Акбастау (каз. Ақбастау) — село в Абайском районе Карагандинской области Казахстана. Административный центр и единственный населённый пункт Акбастауского сельского округа. Код КАТО — 353233100.
В 16 км западнее села проходит автодорога М-36.

## История
Основано в 1960 г.

## Население
В 1999 году население села составляло 958 человек (485 мужчин и 473 женщины). По данным переписи 2009 года, в селе проживало 579 человек (286 мужчин и 293 женщины).